# Dieter Bockhorn
Dieter Bockhorn (* 1938 in Stuttgart; † 31. Dezember 1983 bei Cabo San Lucas, Baja California Sur, Mexiko) war eine Hamburger Kiezgröße und in den 1970er Jahren als Lebensgefährte des Fotomodells Uschi Obermaier bekannt.

## Hamburger Jahre
Dieter Bockhorn arbeitete zunächst als Kellner in Bonn und später in Hamburg. Dort eröffnete er Ende der 1950er Jahre seinen ersten Nachtklub, das „L’Amour“. Wenige Jahre später folgte das „Baby Doll“ – beide auf der Reeperbahn gelegen. In den 1960er Jahren etablierte sich Bockhorn zunehmend als Nachtclubbetreiber, Kneipier und Inhaber von Stripteaselokalen im Hamburger Rotlichtmilieu. Entgegen anderslautender Darstellungen war er dabei aber nicht als Zuhälter tätig. Sein großer kommerzieller Erfolg brachte ihm den Spitznamen „Prinz von St. Pauli“ ein.
Anfang der 1970er Jahre verpachtete Bockhorn seine Reeperbahn-Lokale und konzentrierte sich auf das legendäre Galerie-Café Adler, das er in einer ehemaligen Drogerie am Weidenstieg im Hamburger Stadtteil Eimsbüttel eröffnet hatte. Das Lokal – eine Mischung aus Kneipe, Galerie und Plattform für Aktionskünstler – avancierte schnell zu einem stadtbekannten Szenetreff und Drogenumschlagplatz. Zu den Gästen zählten Rockgrößen wie Alvin Stardust und die Boomtown Rats, aber auch Rudolf Augstein und einige Hamburger Lokalpolitiker.
Während seiner Hamburger Zeit pflegte Bockhorn einen extravaganten Lebensstil. Seine Wohnung war sowohl mit Antiquitäten und Repliken historischer Büsten als auch mit Tierschädeln und Marihuanapflanzen eingerichtet. Seine goldene Rolex bewahrte er in einem mit Piranhas besetzten Aquarium auf. Als Haustier hielt er sich einen Affen namens Cheetah. Bockhorn war polytoxikoman – er konsumierte Heroin, Kokain, Marihuana, LSD und auf seinen Reisen durch Asien auch Opium.

## Die Beziehung zu Uschi Obermaier
Bundesweit bekannt wurde Dieter Bockhorn durch seine Beziehung zu Uschi Obermaier. Nachdem er anhand von Fotografien beschlossen hatte, in dem Fotomodell seine „Prinzessin“ gefunden zu haben, lernte er Obermaier 1973 auf eigenes Betreiben hin kennen. Die Beziehung war problematisch: Bockhorn schlug seine Lebensgefährtin mehrfach und betrog sie auch mit anderen Frauen. Mehrere Male musste das Paar die Hilfe des befreundeten Psychologen Halko Weiss in Anspruch nehmen. Trotzdem hatte die Beziehung über zehn Jahre bis zum Tod Bockhorns Bestand.
Zwischen 1976 und 1983 unternahmen beide ausgedehnte Reisen in Kleinbussen, die von Bockhorn mit Hilfe des Designers Holger Schmidtchen zu Luxus-Wohnmobilen ausgebaut worden waren. Die erste, 20-monatige Reise führte beide auf dem Hippie trail in den Mittleren Osten nach Afghanistan, Pakistan, Nepal und Indien. Dort heirateten sie nach hinduistischer Landessitte, wobei es sich laut Obermaier dabei nur um ein Happening, nicht um eine tatsächliche Eheschließung gehandelt habe. Auch juristisch wurde die Ehe in Deutschland niemals anerkannt. Nach einem kurzen Aufenthalt in Hamburg folgte die zweite, dreijährige Reise in die USA und nach Mexiko. Durch die gemeinsamen Reisen, die für viele den Ausbruch aus bürgerlichen Zwängen und den Traum von Freiheit verkörperten, wurden Obermaier und Bockhorn zu einem Kultpaar der 1970er Jahre und zum Gegenstand der Berichterstattung in den Medien.
Auf der Reise in den Mittleren Osten betrieb Bockhorn seinen exzessiven Drogenkonsum weiter, wobei es ihm mehrfach gelang, die im Bus versteckten Drogen durch phantasiereiche Tricks an Polizeikontrollen vorbeizuschmuggeln. Er gab sich zum Beispiel als General der Bundeswehr aus, wodurch er die beeindruckten Zollbeamten erfolgreich von einer Durchsuchung des Busses abhielt. Während der Reise durch Amerika schränkte Bockhorn seinen Konsum illegaler Drogen stark ein, verfiel aber stattdessen dem Alkohol.

## Tod
Am 31. Dezember 1983 starb Dieter Bockhorn auf seiner letzten Reise mit Uschi Obermaier in der Nähe des mexikanischen Badeortes Cabo San Lucas. Er prallte auf seinem Motorrad betrunken und mit überhöhter Geschwindigkeit gegen einen entgegenkommenden Lastwagen. Ob es sich dabei um einen Unfall oder um Selbstmord handelte, ist bis heute ungeklärt. Am Tag zuvor hatte Bockhorn zu seinen Begleitern gesagt: „Morgen ist der letzte Tag“. Die Selbstmordthese stützt sich vor allem auf dieses Zitat und die Berichte Uschi Obermaiers, dass sich Bockhorn in Mexiko zunehmend resigniert gezeigt habe. Uschi Obermaier selbst erklärte aber in mehreren Interviews (siehe Weblinks), dass sie persönlich an einen Unfall glaube. Dieter Bockhorns Leichnam wurde eingeäschert und die Asche in den Pazifik gestreut. Ein Grab existiert nicht.

## Film
In der freien Verfilmung des Lebens von Uschi Obermaier Das wilde Leben (Deutschland 2007) wird die Rolle des Dieter Bockhorn von David Scheller gespielt.